# Breaksea Island (Neuseeland)
Breaksea Island ist eine Insel an der Südwestküste der Südinsel von Neuseeland.

## Geographie
Die 350 m hohe, 1,52 km² große und rund 2,2 km lange sowie bis zu 1,6 km breite Insel befindet sich rund 2,5 km nördlich von Resolution Island und rund 2 km westlich vom Festland entfernt. Sie befindet sich direkt vor dem Eingang zum Te Puaitaha / Breaksea Sound, einem Eingang zu einem Teil des Fjordsystem Fiordlands, an der Südwestküste der Südinsel. Die Insel ragt steil aus dem Meer empor und verfügt über keine seichten Buchten. Lediglich die nordöstlichen und südöstlichen Zipfel der Insel sind etwas flacher.

## Flora und Fauna
Auf der bewaldeten Insel Breaksea Island wurden 147 einheimische Pflanzenarten gefunden. 1987 wurde einige Exemplare der Langbeinschnäpper auf der Insel ausgesetzt, sowie 1992 einige Saddleback und 1995 eine Anzahl von Gelbköpfchen. Bereit 1988 wurde die Insel nach entsprechenden Maßnahmen für frei von Ratten erklärt.